# لئون جنسن
لئون جنسن (انگلیسی: Leon Jensen؛ زادهٔ ۱۹ مهٔ ۱۹۹۷) بازیکن فوتبال اهل آلمان است.
از باشگاه‌هایی که در آن بازی کرده‌است می‌توان به باشگاه ورزشی وردر برمن اشاره کرد.